# 小行星8378
小行星8378（英語：8378 Sweeney）是一颗围绕太阳公转的小行星。1992年9月23日，埃莉諾·赫琳在帕洛马山发现了此天体。
这颗小行星的绝对星等为27.98620等。